# ويليام سكوت لي
ويليام سكوت لي (بالإنجليزية: William Scott Lee)‏ هو سياسي أمريكي، ولد في 1851، وتوفي في 1916.